# Goldberger See
Goldberger See – jezioro w Niemczech, w kraju związkowym Meklemburgia-Pomorze Przednie, w powiecie Ludwigslust-Parchim. Leży na obszarze parku przyrody Nossentiner/Schwinzer Heide.